# Nationale Sicherheitsstrategie (Deutschland)

Ausschnitt der Titelseite

Die Nationale Sicherheitsstrategie der Bundesrepublik Deutschland ist ein ganzheitliches Strategiekonzept der Bundesregierung mit dem Titel „Wehrhaft. Resilient. Nachhaltig. Integrierte Sicherheit für Deutschland“, das am 14. Juni 2023 beschlossen wurde. Mit ihr wurde das Weißbuch als das oberste sicherheits- und verteidigungspolitische Grundlagendokument der Bundesregierung abgelöst.

## Geschichte
Bislang sind die Grundlagen der deutschen Sicherheits- und Verteidigungspolitik im Weißbuch festgelegt, das unter Federführung des Bundesministeriums der Verteidigung erstellt wird und zuletzt 2016 erschien. Die Nationale Sicherheitsstrategie soll demgegenüber einen breiteren, ressortübergreifenden Ansatz verfolgen. Die Federführung zur Erarbeitung der Nationalen Sicherheitsstrategie wurde dem Auswärtigen Amt übertragen. Zur Diskussion stand auch die Einrichtung eines Nationalen Sicherheitsrates für Deutschland, dessen Aufgaben über die des Bundessicherheitsrates hinausgehen. Darauf wird jedoch verzichtet.
Die Erstellung einer umfassenden Nationalen Sicherheitsstrategie wurde im Koalitionsvertrag des Kabinetts Scholz vereinbart. Als Zeitlinie wurde eine Vorlage im ersten Regierungsjahr genannt, demzufolge bis spätestens 7. Dezember 2022. Dieser Termin konnte jedoch aufgrund von Meinungsverschiedenheiten innerhalb der Koalition nicht gehalten werden.

## Inhalt
Die Nationale Sicherheitsstrategie ist in die Kapitel „Deutschland in Europa und der Welt“, „Wehrhaft: Frieden in Freiheit“, „Resilient: Die Sicherung unserer Werte durch innere Stärke“ sowie „Nachhaltig: Die Sicherheit unserer Lebensgrundlagen“ unterteilt. Eingangs wird auf die Präambel des Grundgesetzes Bezug genommen, nach welcher die Nationale Sicherheitsstrategie „in einem vereinten Europa dem Frieden der Welt […] dienen“ solle.
Im ersten Kapitel wird das sicherheitspolitische Umfeld Deutschlands beleuchtet und die Grundlagen deutscher Außenpolitik bekräftigt, die die Mitgestaltung der regelbasierten Ordnung, die Achtung des Völkerrechts sowie der Charta der Vereinten Nationen, das Selbstbestimmungsrecht der Völker und die Menschenrechte beinhaltet. Daher ist Deutschlands Außenpolitik sowohl werte- als auch interessengeleitet und strebt die weitere Versöhnung und enge Zusammenarbeit mit Frankreich sowie den Mitgliedsstaaten der Europäischen Union und den „europäischen Nachbarn“ als auch die Vertiefung der Kooperation beidseits des Atlantischen Ozeans, insbesondere zu den Vereinigten Staaten, an. Das Existenzrecht Israels wird als deutsche Staatsräson bekräftigt. In der regelbasierten Ordnung stellt Russland unter anderem aufgrund des Ukrainekriegs die größte Gefahr dar. Des Weiteren müsse Deutschland einer zunehmenden systemischen Rivalität mit Staaten begegnen, die die regelbasierte Ordnung hinterfragen. Dabei wird explizit auf die Volksrepublik China verwiesen, die sowohl als Partner, Wettbewerber und systemischer Rivale bezeichnet wird. Dementsprechend stellt der indopazifische Raum eine besondere Bedeutung für Deutschland und Europa dar, insbesondere für gesicherte Handelswege. Deutschland setzt sich für ein offenes Wirtschafts- und Finanzsystem ein. Das Kapitel betont auch, dass innere und äußere Bedrohungen immer schwieriger zu trennen seien. Explizit wird auf die Bedrohung durch Terrorismus und Extremismus sowie organisierte Kriminalität und Spionage in Deutschland verwiesen.
Die NATO ist Garant der Sicherheit und Deutschland steht zur Verpflichtung der Bündnisverteidigung, die sich aus Artikel 5 des Nordatlantikvertrags ergibt. Zugleich bekennt sich die Bundesregierung zur Beistandsklausel gemäß Artikel 42 Absatz 7 des Vertrags über die Europäische Union und zu Artikel 4 des Vertrags von Aachen. Auch unterstützt die Bundesregierung die Umsetzung des Strategischen Konzepts der NATO, welches während des Gipfeltreffens in Madrid 2022 beschlossen wurde. Eine leistungsfähige Bundeswehr sowie eine geeignete Rüstungsindustrie werden im zweiten Kapitel als essentiell erachtet. Die Bundeswehr soll weiterhin an der nukleare Teilhabe gemäß dem Prinzip der Abschreckung partizipieren. Auch Bedrohungen konventioneller Art, im Cyberbereich und gegen Weltraumsysteme sollen entgegengetreten werden. Dafür sollen logistische Fähigkeiten erweitert werden, die dem NATO-Bündnis als Drehscheibe dienen. Des Weiteren sei die Verteidigung des Luftraums unabdingbar und soll verstärkt werden. Das Sondervermögen Bundeswehr und das NATO-Ziel, zwei Prozent des Bruttoinlandsprodukts für Verteidigung aufzuwenden, sollen der Stärkung ebendieser Ziele dienen. Zugleich bekennt sich die Bundesregierung zu belastbaren Kommunikationskanälen im NATO-Russland-Verhältnis und zu gegenseitigen Transparenzmaßnahmen mithilfe der Organisation für Sicherheit und Zusammenarbeit in Europa (OSZE). Weiterhin tritt die Bundesregierung für die Nichtverbreitung von Kernwaffen und die Einhegung nuklearer, biologischer und chemischer Risiken mithilfe der entsprechenden Organisationen wie der Internationalen Atomenergie-Organisation (IAEA) und der Organisation für das Verbot chemischer Waffen (OPCW) ein. Eine gemeinsame EU-Rüstungsexportangleichung wird befürwortet. Die Bedeutung der OSZE, des Europarats und der Europäischen Politischen Gemeinschaft für ein friedliches und freiheitliches Zusammenleben wird hervorgehoben. Das Kapitel widmet sich auch der Resilienz im Zivilbereich gemäß Artikel 3 des Nordatlantikvertrags und der Entwicklungszusammenarbeit. Für eine bessere Kooperation zwischen Bund und Ländern ist das Gemeinsame Kompetenzzentrum Bevölkerungsschutz, angesiedelt beim Bundesamt für Bevölkerungsschutz und Katastrophenhilfe, gegründet worden. Der Schutz kritischer Infrastrukturen erfordert gesamtgesellschaftliche Anstrengungen. Dies beinhaltet sowohl die Bevorratung von Arznei- und Medizinprodukten als auch die Überprüfung und die eventuell notwendige Aufstockung nationaler Reserven für Nahrungsmittel und Energie. Die grenzüberschreitende Vernetzung kritischer Infrastrukturen wird angestrebt, ebenso eine Weiterentwicklung des Programms rescEU. Fähigkeiten für einen verbesserten ABC-Schutz mit Notfallübungen sollen erweitert werden. Die Früherkennung von Bedrohungen soll auf politischer, militärischer, nachrichtendienstlicher und polizeilicher Ebene durch nationale und internationaler Zusammenarbeit verbessert werden. Gemeinden und Kommunen sollen nach der Leipzig Charta zur nachhaltigen europäischen Stadt resilienter werden. Es wird eine Weiterentwicklung der Gemeinsamen Außen- und Sicherheitspolitik forciert, insbesondere wird ein Übergang zu Mehrheitsentscheidungen anvisiert. Europäischen Partnern mit denselben Werten soll ein Beitritt zur Europäischen Union ermöglicht werden, dies betrifft die Staaten des Westbalkans, die Ukraine, Moldau und perspektivisch Georgien. Angesichts des Ukrainekriegs gebietet sich die Unterstützung des Landes in seinen international anerkannten Grenzen. Sanktionen auf Seiten der Europäischen Union sollen effektiv eingesetzt werden und eng mit den Staaten der G7 koordiniert werden. Die Europäische Friedensfazilität soll gestärkt werden. Illegale Einwanderung soll zurückgedrängt werden, dies umfasst auch eine Stärkung der europäischen Grenzschutzagentur Frontex. Der Schutz der Außengrenzen der Europäischen Union gewährleiste innere Freiheit, weswegen dem Gemeinsamen Europäischen Asylsystem Bedeutung zugemessen wird. Ebenfalls wird der Abschluss von bilateralen Rückführungs- und Migrationsvereinbarungen mit wesentlichen Herkunftsländern angestrebt. Europol soll zu einem europäischen Kriminalamt umgewandelt werden, das eigene operative Fähigkeiten übertragen bekommt. Die Bundeswehr wird weiterhin internationales Krisenmanagement leisten, auch bewaffnete Auslandseinsätze gehören dazu. Ebenso beteiligt sich Deutschland an der EU-Eingreiftruppe und an Friedensmissionen der Vereinten Nationen. Auch soll der polizeiliche Beitrag an Auslandseinsätzen erhöht werden. Internationale Krisenprävention und humanitäre Hilfe soll im Einklang mit der feministischen Außenpolitik stehen. Die Entwicklungszusammenarbeit soll zu Staaten vertieft werden, die die regelbasierte Ordnung unterstützen und die Rechtsstaatlichkeit wahren, wohingegen bei repressiven Staaten vermehrt auf lokale Ebene sowie die Zusammenarbeit mit Nichtregierungsorganisationen ausgewichen werden soll.
Das dritte Kapitel umfasst mehrere Strategien, die erarbeitet werden sollen beziehungsweise bereits wurden. Es sollen Strategien für eine wehrhafte Demokratie, eine gegen Desinformation sowie eine gegen hybride Gefahren konzipiert werden. Letztere soll auch eine Stärkung der Nachrichtendienste umfassen. Angebote für mehr Medienkompetenz im Bildungswesen sollen ausgebaut werden; die auswärtige Kultur- und Bildungspolitik soll gestärkt werden. Da kommende Konflikte nicht nur auf staatlicher Ebene ausgetragen würden, sondern auch auf der gesellschaftlichen Ebene, wird die Wissenschaftsdiplomatie mit anderen Staaten gefördert. International bemüht sich Deutschland um einen ständigen Sitz im Sicherheitsrat der Vereinten Nationen nach dessen Reform. Für die Jahre 2027/28 wird sich deswegen um einen nicht ständigen Sitz beworben. Es wird sich klar zum Multilateralismus bekannt und Freihandelsabkommen sowie eine Stärkung des Europäischen Binnenmarkts werden forciert. Zu den Entwicklungsländern soll eine Förderung hinsichtlich der Klimaziele mittels Programme wie der Partnership for Global Infrastructure and Investment der G7 und Global Gateway der Europäischen Union intensiviert werden. Deutschland habe eine internationale Schutzverantwortung, weswegen schwere Menschenrechtsverletzungen keine inneren Angelegenheiten anderer Staaten seien und das Völkerstrafgesetzbuch gestärkt werden soll. Es wird sich zur Resolution 1325 des UN-Sicherheitsrates bekannt; zugleich sollen Minderheitenrechte gestärkt werden. Internationale Gerichte, insbesondere der Internationale Strafgerichtshof, sollen ertüchtigt werden, wofür das Römisches Statut reformiert werden soll. Deutschland bekennt sich zur Genfer Flüchtlingskonvention. Zugleich sollen einseitige Dependenzen bei Rohstoffen abgebaut und im Verbund mit der Wirtschaft eine Rohstoffstrategie zur Exploration, Gewinnung, Weiterverarbeitung und Bevorratung von Rohstoffen verfasst werden. Eine klimaneutrale, sichere und bezahlbare Energieversorgung soll sichergestellt sein, weswegen auch eine Strategie für den Import von Wasserstoff erarbeitet wird. Die Verkehrsinfrastruktur muss leistungsfähig sein, dies beinhaltet auch die digitale Infrastruktur, insbesondere das Glasfasernetz und der Mobilfunk. Finanzkriminalität soll mit der Financial Action Task Force bekämpft werden. Investitionen in kritische Infrastrukturen sollen geprüft werden, ebenso behält die Bundesregierung Wettbewerbsnachteile deutscher Unternehmen im Blick. Die Nationale Wirtschaftsschutzstrategie wird weiterentwickelt. Zur Bekämpfung des Fachkräftemangels sollen diese gezielt im Ausland angeworben werden. Gleichermaßen soll in die Weiterbildung und die anwendungsorientierte Forschung investiert werden. Zur Ausgründung aus der Wissenschaft wir die Deutsche Agentur für Transfer und Innovation (DATI) gegründet. Das Kapitel widmet sich ebenso der Abwehr von Cyberangriffen sowie Gefahren für die Satellitenkommunikation. Für ersteres soll die Cybersicherheitsstrategie weiterentwickelt werden und die Sicherheit der digitalen Systemen der Bundesverwaltung gestärkt werden; die Akteure sollen zu einem gemeinsamen Lagebild beitragen. Das Bundesamt für Sicherheit in der Informationstechnik (BSI) soll unabhängiger werden und als Zentralstelle für Bund und Länder agieren. Die NATO und EU sollen Sanktionen gegen Urheber von Cyberangriffen verhängen, wofür auch die Counter Ransomware Initiative zur Stärkung der eigenen Fähigkeiten genutzt werden soll. Für den internationalen Austausch von Informationen sollen voneinander unabhängige IT-Infrastrukturen bereitgestellt werden. Für eine schnelle Reaktionsfähigkeit im Cyberraum bedarf es einer Rechtsgrundlage mittels Änderung des Grundgesetzes. Der Weltraum ist kein regelfreier Raum, weswegen sich Deutschland an der Entwicklung international anerkannter Prinzipien zur Eskalationsvermeidung einbringen möchte. Die Resilienz von Satellitenkommunikationssystemen soll in Verbund mit der EU und NATO als zivil-militärisches Projekt unter anderem durch ein weltumspannendes Sensornetzwerk sichergestellt werden. Das Weltraumlagezentrum soll ausgebaut und eine Weltraumsicherheitsstrategie entwickelt werden. 
Das letzte Kapitel behandelt den ökologischen Aspekt der „integrierten Sicherheit“. Dieser begreift die Klima-, Umwelt- und Ernährungspolitik als Teil der Sicherheitspolitik. Den Rahmen dazu bilden die Agenda 2030, das Rahmenübereinkommen der Vereinten Nationen über Klimaänderungen (UNFCCC) das Übereinkommen von Paris mit dem 1,5-Grad-Ziel, das Übereinkommen über die biologische Vielfalt (CBD), das Übereinkommen zur Bekämpfung der Wüstenbildung (UNCCD), der European Green Deal, die Selbstverpflichtungen des UN-Gipfels für Ernährungssysteme sowie die Leitlinien des Welternährungsausschusses und weitere nationale und europäische Klima- und Umweltziele. Die Unterstützung für die am meisten betroffenen Länder, die Vulnerable Twenty, soll die Klimafinanzierung über derzeitige Zusagen hinaus ausgeweitet werden. Europa soll der erste klimaneutrale Kontinent werden, dafür soll auch die Klimadiplomatie der Europäischen Union vorangetrieben werden. Der Klimaklub soll ausgebaut werden. Dem Erhalt der Biodiversität und einer nachhaltigen Forstwirtschaft wird besondere Aufmerksamkeit geschenkt. Eine nationale Wasserschutzstrategie soll die Wasserressourcen sicherstellen. Die Kreislaufwirtschaft soll vorangebracht werden und zur Überwindung von Plastikmüllverschmutzung und für ein sicheres Chemikalienmanagement will sich Deutschland bei den Vereinten Nationen einsetzen. Für die Bekämpfung des Hungers setzt sich Deutschland für die Reform der Gemeinsamen Agrarpolitik der EU und bei der Welthandelsorganisation (WTO) für weniger handelsverzerrende Subventionen ein. Der Anteil pflanzlicher Proteine soll erhöht werden, ebenso soll an klimaresistenten und ertragreichen Pflanzen auch mittels CRISPR/Cas geforscht werden. Die Bundesregierung setzt sich für eine finanziell gestärkte Weltgesundheitsorganisation (WHO) und das Pandemie-Frühwarnzentrum ein. Deutschland unterstützt den Pandemiefond der Weltbank.

## Reaktionen
Die Union und AfD kritisieren den fehlenden Nationalen Sicherheitsrat, Jürgen Hardt (CDU) bemängelte zusätzlich eine unzureichende Einbindung relevanter Akteure bei der Erstellung der Strategie. Sevim Dağdelen (Die Linke) kritisiert die Aufrüstungspläne der Koalition. Vertreter der Regierungskoalition aus SPD, Grüne und FDP hingegen loben den integrierten Ansatz der Strategie, der sämtliche Politikbereiche einbezieht. Die Debatte zeigt deutliche Meinungsunterschiede bezüglich der Bewertung der Strategie.